# Martha (ime)
Martha je žensko ime, engleski oblik hrvatskog imena Marta.

## Osobe s imenom Martha
- Martha Warren Beckwith (1871. – 1959.), američka etnografkinja
- Martha Isabel Bolaños (rođena 1973.), kolumbijska glumica
- Martha Skelton Jefferson (1748. – 1782.), žena Thomasa Jeffersona
- Martha Darley Mutrie (1824. – 1885.), britanska slikarica
- Martha Needle (1863. – 1894.), australska serijska ubojica
- Martha Norelius (1909. – 1955.), američka plivačica
- Martha Nussbaum (rođena 1947.), američka filozofkinja
- Martha Custis Washington (1731. – 1802.), prva dama Sjedinjenih Američkih Država